# 음력 7월 16일
음력 7월 16일은 음력 7월의 16번째 날이다.

## 사건
- 칠천량해전에서 조선 수군 전멸하다. 거북선(귀선), 판옥선 100여 척 전면 패주하다.
- 1999년 - 대한민국에서 대우채권단이 대우 그룹과 재무구조개선 수정약정을 체결함으로써 사실상 그룹이 해체되다.

## 탄생
- 1879년 - 대한제국의 독립운동가 안중근.
- 2004년 - 대한민국의 가수 장원영.

## 사망
- 7월 13일 삼도수군절도사 원균, 이억기, 최호

## 같이 보기
- 음력 360일: 1월 2월 3월 4월 5월 6월 7월 8월 9월 10월 11월 12월
- 전날:7월 15일 다음날:7월 17일 - 전달:6월 16일 다음달:8월 16일
- 양력:7월 16일
- 음력, 윤달